# Quartet (videogioco)
Quartet è un videogioco arcade di tipo sparatutto a scorrimento fantascientifico su piattaforme, pubblicato nel 1986 dalla SEGA. Nel 1987 venne convertito per la console SEGA Master System, utilizzando in Giappone il titolo Double Target: Cynthia no nemuri (ダブルターゲット シンシアの眠り), mentre la Activision lo pubblicò per i computer Amstrad CPC, Commodore 64 e ZX Spectrum. Il titolo Quartet si riferisce alla presenza di una squadra di quattro personaggi giocabili, nell'arcade originale anche da quattro giocatori in simultanea.
La SEGA produsse anche una leggera variante dell'arcade intitolata Quartet 2 (1986), una conversione a giocatore singolo per cellulari (Mobile Quartet, 2002) e un pacchetto di emulazione per PlayStation 2 delle versioni arcade e Master System, in raccolta con SDI (Sega AGES 2500 Series Vol. 21 SDI & Quartet - SEGA System 16 Collection Vol.1, 2005).

## Modalità di gioco
Il gioco si svolge in una colonia spaziale che è stata invasa dai nemici, rappresentati da robot e creature varie. I protagonisti sono una squadra di combattenti a piedi, differenti nell'aspetto e negli armamenti: Lee, Joe (dotato anche di maggior velocità), Mary, Edgar (dotato anche di maggiore salto). Nella versione arcade sono controllabili da fino a quattro giocatori in cooperazione simultanea, mentre nelle conversioni per sistemi casalinghi i giocatori simultanei sono al massimo due. Nelle versioni per computer sono comunque disponibili i quattro personaggi da selezionare, mentre nella versione Master System sono presenti solo Mary e Edgar.
L'azione avviene in ambienti bidimensionali a piattaforme, con scorrimento orizzontale in entrambi i versi. I personaggi si muovono in orizzontale, saltano, sparano in orizzontale con munizioni illimitate. Inoltre possono abbassarsi e avanzare abbassati (non in versione Commodore 64), e a volte ci sono scalette verticali su cui si può salire (non in tutte le conversioni).
I nemici sbucano da porte sparse, si muovono in vari modi e sono pericolosi solo al contatto. I personaggi hanno una quantità numerica di energia, e se raggiunti da un nemico vengono temporaneamente buttati a terra e ne perdono un po', fino a morire definitivamente quando la esauriscono. Ci sono diversi tipi di power-up, in particolare per potenziare l'arma bisogna raccogliere quelli del proprio colore (o lettera iniziale, nelle meno colorate versioni Amstrad e Spectrum), altrimenti si otterranno soltanto punti. Un altro power-up notevole è un jet pack che permette di volare in tutte le direzioni.
Ogni livello ha un boss, generalmente sotto forma di un mostro meccanico, che deve essere distrutto per ottenere una chiave, che permette di passare dalla porta di uscita e completare il livello. Le posizioni del mostro e dell'uscita variano a seconda del livello, e a volte si deve avanzare perlopiù verso destra e a volte verso sinistra.

### Master System
La versione per Master System è quella che differisce maggiormente dalle altre in termini di struttura generale dei livelli, oltre che per la presenza di due soli personaggi. Sono presenti tra l'altro precipizi letali, porte di passaggio tra aree separate dello stesso livello, blocchi distruttibili, mentre mancano le porte di accesso dei nemici, che si materializzano dal nulla.
Il titolo dell'edizione giapponese Double Target ("doppio bersaglio") fa presumibilmente riferimento ai due personaggi, mentre il sottotitolo Cynthia no nemuri ("il sonno di Cynthia") si riferisce al sarcofago della regina che viene recuperato al termine del gioco; la versione Master System è infatti l'unica ad avere un finale, mentre le altre ripropongono i livelli all'infinito.

## Quartet 2
Sempre nel 1986 la SEGA pubblicò anche l'arcade Quartet 2, ma non si tratta di un seguito bensì di una seconda versione, sotto forma di kit di conversione di altri cabinati. I giocatori simultanei massimi sono ridotti a due, ma sempre selezionabili tra tutti e quattro i personaggi.